# Sonderermittler
Als Sonderermittler (englisch special prosecutor, auch special counsel oder independent counsel oder independant investigator) wird insbesondere im amerikanischen Rechtssystem ein Rechtsanwalt bezeichnet, der eingesetzt ist, einen bestimmten Sachverhalt, bei dem ein Interessenkonflikt für die eigentlich zuständige Strafverfolgungsbehörde besteht, auf potenzielles Fehlverhalten zu untersuchen und dieses gegebenenfalls zu verfolgen.
Beispielsweise kann die Ermittlung zu Anschuldigungen gegen einen amtierenden Präsidenten oder einen Attorney General an Stelle der zuständigen Staatsanwaltschaft, die gegen ihre eigenen Vorgesetzten ermitteln müsste, von einem Sonderermittler vorgenommen werden. Auch Untersuchungen gegen andere mit der Regierung in Verbindung stehende, die nicht in einem direkten Vorgesetztenverhältnis zu Staatsanwälten standen, wurden in der Vergangenheit von Sonderermittlern vorgenommen.
Der Begriff ist weder auf die Vereinigten Staaten noch auf die Bundesebene begrenzt. Nach Harriger stammt das Konzept aus dem Recht der Bundesstaaten:

“State courts have traditionally appointed special prosecutors when the regular government attorney was disqualified from a case, whether for incapacitation or interest.”

„Gerichte der Bundesstaaten haben traditionell dann Sonderermittler ernannt, wenn der reguläre Staatsanwalt wegen Handlungsunfähigkeit oder Interessenkonflikt für einen Fall disqualifiziert war.“

Während die bekanntesten Sonderermittler seit den 1870er Jahren zu Untersuchungen gegen Präsidenten oder mit ihnen ihn Verbindung stehende Personen bestellt wurden, kann der Begriff auch in Bezug auf jeden Ermittler verwendet werden, der zur Vermeidung von Interessenkonflikten oder einem Anschein davon ernannt wurde. Weil beispielsweise die Büros der Bezirksstaatsanwälte eng mit der Polizei zusammenarbeiten, argumentieren einige Aktivisten, dass Fälle von Fehlverhalten der Polizei auf Bundesstaats- und lokaler Ebene von Sonderermittlern untersucht werden sollten.

## Terminologie
Im Englischen haben die Begriffe special prosecutor, independent counsel und special counsel dieselbe grundlegende Bedeutung, ihre jeweilige Verwendung (zumindest auf Bundesebene in den USA) ist vom Zeitraum der Benutzung abhängig. Der Ausdruck special prosecutor ‚Sonderankläger‘ wurde in der Watergateaffäre benutzt, aber bei der erneuten Bevollmächtigung 1983 im Ethics in Government Act durch das weniger konfrontative independent counsel ‚unabhängiger Berater‘ ersetzt. Die nach diesem Gesetz ernannten Ermittler werden allgemein als independent counsel bezeichnet. Nachdem das Independent Counsel Law 1999 ausgelaufen ist, wird allgemein der Begriff special counsel ‚Sonderberater‘ verwendet. Das ist der in den gegenwärtigen staatlichen Vorschriften bezüglich der Ernennung von Sonderermittlern allgemein verwendete Begriff.
Während special prosecutor mitunter in historischen Erörterungen von Vorgängen bis 1983 verwendet wird, kommt gelegentlich auch special counsel vor, einschließlich beispielsweise in einer Beschreibung des ersten präsidial ernannten Sonderermittlers im Jahr 1875 in zeitgenössischen Zeitungsartikeln.

## Ernennungen in den Vereinigten Staaten auf Bundesebene

### Geschichte der Ernennungen

#### Vor Watergate
Der erste Sonderermittler, John B. Henderson, wurde von Ulysses S. Grant 1875 ernannt, um den Whiskey-Ring-Skandal zu untersuchen. Nach Versuchen des persönlichen Sekretärs des Präsidenten, Hendersons Ermittlungen zu unterdrücken, feuerte Grant Henderson, weil sich dieser vor einer Grand Jury unverschämt über den Präsidenten geäußert habe. Wegen darauffolgender Kritik ernannte Grant mit James Broadhead einen neuen Sonderermittler, der die Untersuchung fortsetzte.
James A. Garfield ernannte 1881 den nächsten Sonderermittler, William Cook, um den Star-Route-Skandal zu untersuchen. Cook setzte seine Ermittlungen bis in die Amtszeit von Chester A. Arthur fort. Während der Präsidentschaft von Theodore Roosevelt wurden Sonderermittler zur Untersuchung von zwei Skandalen eingesetzt. 1903 ernannte Roosevelt zwei Sonderermittler (einen Demokraten und einen Republikaner) zur Untersuchung von Bestechungsvorwürfen im Postministerium. 1905 ernannte Roosevelts Attorney General, Philander C. Knox, Francis J. Heney zur Untersuchung von Betrügereien bei Grundstücksgeschäften in Oregon (Oregon land fraud scandal).
Calvin Coolidge ernannte zwei Sonderermittler, Atlee Pomerene und Owen Roberts, um den Teapot-Dome-Skandal zu untersuchen. Diese Ernennung erfolgte auf der Grundlage einer speziellen Resolution des Kongresses und vorbehaltlich der Zustimmung des Senats und war insofern einzigartig.
1952 ernannte Harry S. Truman, nach Druck aus dem Kongress und Rufen nach einem Sonderermittler, Special Assistant to the Attorney General Newbold Morris zur Untersuchung der Korruption im Bureau of Internal Revenue. Nachdem Morris von allen leitenden Angestellten das Ausfüllen eines umfangreichen Fragebogens zu ihren persönlichen Finanzen forderte, wurde er von Attorney General J. Howard McGrath entlassen, der daraufhin vom Präsidenten entlassen wurde. Im Anschluss an die Ernennung eines neuen Attorney General wurden die Ermittlungen auf normalem Weg fortgesetzt.

#### Watergate
Im Mai 1973 setzte Richard Nixons Attorney General, Elliot L. Richardson, Archibald Cox als Sonderermittler ein, um in der Watergate-Affäre zu ermitteln. Richardson hatte bereits in der Anhörung zu seiner Ernennung vor dem Senat der Einsetzung zugestimmt. Als Teil der Ermittlungen hatte Cox im Juli des Jahres die Herausgabe der Tonbänder mit den Aufnahmen der geheimen Gespräche, die Nixon im Oval Office des Weißen Hauses und anderswo geführt hatte, zunächst gefordert und dann eingeklagt. Die Nixon-Administration weigerte sich unter Berufung auf exekutive Privilegien, daraufhin wurde der Streit bis Oktober vor Gericht ausgetragen. Nachdem ein Berufungsgericht den Präsidenten anwies, der Forderung nachzukommen, ordnete Nixon die Entlassung des Sonderermittlers an. In den Ereignissen, die als Saturday Night Massacre bekannt wurden, waren sowohl der Attorney General wie auch sein Stellvertreter (beide hatten bei ihren Senatsanhörungen zu ihrer Ernennung Zusagen bezüglich des Sonderermittlers gemacht) zurückgetreten, um nicht die Anweisung zur Entlassung von Cox ausführen zu müssen. Der Solicitor General Robert Bork, der dritte in der Hierarchie des Justizministeriums der Vereinigten Staaten entließ daraufhin Cox.
Anfangs hatte das Weiße Haus unter Nixon angekündigt, dass das Amt des Sonderermittlers aufgehoben sei, nach einem Aufschrei in der Öffentlichkeit ließ Nixon jedoch Bork Leon Jaworski als zweiten Watergate-Sonderermittler ernennen, weniger als zwei Wochen nach dem Saturday Night Massacre. Jaworski setzte Cox’ Streben zur Erlangung der Tonbänder fort, die dann nach einer Entscheidung des Obersten Gerichtshofs der Vereinigten Staaten (United States v. Nixon) herausgegeben wurden. Jaworski trat nach knapp einem Jahr als Sonderermittler zurück, ungefähr zweieinhalb Monate nach Nixons eigenem Rücktritt. Er wurde ersetzt durch seinen (und Cox’) Stellvertreter, Henry Ruth Jr. Dieser trat 1975 zurück, im Amt folgte Charles Ruff, der vierte und letzte Watergate-Sonderermittler. Innerhalb seiner Berufung bezüglich Watergate führte Ruff eine damit nicht im Zusammenhang stehende Ermittlung, ob Gerald Ford als Kongressabgeordneter Wahlkampfgelder missbraucht hatte, dabei wurde Ford von jedem Fehlverhalten freigesprochen.

#### Gesetzliche Grundlage
Nicht zuletzt angeregt durch die Watergateaffäre beschloss der Kongress 1978 den Ethics in Government Act, ein Gesetz, das unter anderem formale Regelungen zur Ernennung eines Sonderermittlers enthielt. Die Bestimmungen waren befristet, wurden aber durch den Kongress 1983 und 1987 verlängert und liefen erst 1992 aus, 1994 wurden sie nochmals für fünf Jahre erneuert, um dann 1999 wieder auszulaufen. Die Ernennung des Sonderermittlers nach dem Ethics in Government Act unterschied sich in wichtigen Punkten von den vorhergehenden und den nachfolgenden. Obwohl die Entscheidung der Einsetzung eines Sonderermittlers noch durch den Attorney General erfolgte, war die Auswahl der Person des Sonderermittlers einem aus drei Richtern bestehenden Gremium vorbehalten.
Ungefähr 20 Sonderermittler wurden gemäß dem Ethics in Government Act und seinem Nachfolgegesetz während der Amtszeiten von Jimmy Carter, Ronald Reagan, George H. W. Bush und Bill Clinton insgesamt ernannt. Diese beschäftigten sich auch mit den bekannt gewordenen Ermittlungen der Iran-Contra- und der Whitewater-Affäre, die letzteren führten zum Amtsenthebungsverfahren gegen Bill Clinton wegen des Lewinsky-Skandals. Weiterhin wurden in dieser Zeit zahlreiche kleinere Ermittlungen gegen Minister wegen relativ geringer Vergehen, wie Drogenmissbrauch, geführt.
In den Jahren 1992–1994, als die gesetzlichen Regelungen nicht in Kraft waren, ernannte Attorney General Janet Reno als Sonderermittler Robert B. Fiske zu Whitewater. Als das Gesetz 1994 wieder in Kraft gesetzt war, berief sich Reno für die Whitewater-Untersuchung auf diese Rechtsgrundlagen und schlug vor, dass Fiske sein Amt weiter ausüben solle. Stattdessen wurde durch das dafür vorgesehene dreiköpfige Richtergremium Kenneth Starr eingesetzt. Starr trat 1999 zurück und wurde unmittelbar vor dem Auslaufen des Gesetzes durch Robert William Ray ersetzt. Ray schloss die Whitewater-Ermittlungen formal 2003 ab.

#### Seit 1999
Nach dem Auslaufen der Bestimmungen im Jahr 1999 existiert, so wie es bereits bis 1978 der Fall war, kein Bundesgesetz zur Ernennung eines Sonderermittlers mehr. Mit dem Außerkrafttreten 1999 erließ das Justizministerium unter Attorney General Reno hierzu prozessuale Regelungen. Auf deren Grundlage ernannte Reno John Danforth zum Sonderermittler zur Untersuchung der Rolle des FBI bei der Belagerung von Waco.
2003, während der Amtszeit von George W. Bush, wurde Patrick Fitzgerald zum Sonderermittler durch Deputy Attorney General James B. Comey ernannt, nachdem sich der Attorney General John Ashcroft für befangen erklärt hatte, um in der Plame-Affäre zu ermitteln.
Am 17. Mai 2017 wurde der frühere FBI-Direktor Robert Mueller durch den Deputy Attorney General Rod Rosenstein ernannt, nachdem sich Attorney General Jeff Sessions für befangen erklärt hatte, um die Russische Einflussnahme auf den US-Präsidentschaftswahlkampf 2016 zu untersuchen (Sonderermittlung zur Beeinflussung des Wahlkampfs in den Vereinigten Staaten 2016).
Am 18. November 2022 wurde Jack Smith als Sonderermittler eingesetzt, um den Sturm auf das Kapitol 2021 und die Mitnahme von Akten durch Donald Trump zu untersuchen. Er trat am 10. Januar 2025 (zehn Tage bevor Trump erneut Präsident wurde) zurück.
Am 12. Januar 2023 wurde ein Sonderermittler eingesetzt, um die Mitnahme von Akten durch Joe Biden zu untersuchen; im Februar 2024 endete die Sonderermittlung ohne Anklage.
Auch im Zusammenhang mit dem Verfahren gegen dessen Sohn Hunter Biden war ein Sonderermittler tätig.

### Rechtsgrundlagen
Die Rechtsgrundlagen, nach denen Sonderermittler ernannt wurden, änderten sich im Lauf der Zeit.
Im Fall der Teapot-Dome-Ermittlungen erließ der Kongress eine spezielle Joint Resolution zur Ernennung des Sonderermittlers, der, ähnlich wie bei Kabinettsmitgliedern, eine Bestätigung durch den Senat benötigte. Dieses Vorgehen war einmalig für Sonderermittler auf Bundesebene.
Sonderermittler wurden auch auf der Grundlage von jeweils einmaligen Bestimmungen durch den Attorney General ernannt. Das war beispielsweise bei den Watergate-Ermittlern der Fall.
Zum Teil als Reaktion auf die Watergate-Vorkommnisse wurde der Ethics in Government Act von 1978 gesetzliche Grundlage für die Ernennung von Sonderermittlern. Das Gesetz beschränkte ausdrücklich die Macht des Präsidenten beziehungsweise des Attorney General, den einmal ernannten unabhängigen Ermittler zu entlassen. Diese Bestimmungen waren von 1978 bis 1992 und 1994 bis 1999 in Kraft.
Mit Auslaufen der Regelungen 1999 erließ das Department of Justice unter Attorney General Janet Reno Regelungen für zukünftige Ernennungen von Sonderermittlern. Bis 2017 sind diese Regelungen als 28 CFR section 600 in Kraft. Obwohl die Regelungen der Macht des Attorney General, beispielsweise den Sonderermittler zu entlassen, nachdem er ernannt worden ist, Grenzen setzen, sind das nur interne Regelungen des Department of Justice ohne zu Grunde liegende gesetzliche Grundlage. Es ist daher unklar, ob die Grenzen, die diese Vorschriften dem Attorney General setzen, in der Praxis auch tatsächlich Rechtskraft entfalten.
Die Existenz eines Gesetzes oder anderer Festlegungen, die den Ablauf zur Bestellung eines Sonderermittlers festlegen, hindern den Attorney General (oder amtierenden Attorney General) nicht daran, seine Befugnisse zu nutzen, um einen Sonderermittler auf andere Weise zu ernennen, was bereits zweimal erfolgt ist:
- Nach der Verabschiedung des Ethics in Government Act im vorausgegangenen Jahr wurde 1979 Paul J. Curran ernannt, um Jimmy Carters Erdnussgeschäfte zu untersuchen, die Ernennung erfolgte durch die Befugnisse des Attorney General (auch wurde er von ihm ausgewählt anstatt durch das dreiköpfige Richtergremium), angeblich weil das mutmaßliche Vergehen vor der Verabschiedung des Gesetzes stattfand.[6]
- Patrick Fitzgeralds Ernennung zum Sonderermittler im Jahr 2003 fand ausdrücklich nicht unter Anwendung der Vorschrift 28 CFR 600 statt.[21] Die Bestimmungen fordern, dass zum Sonderermittler nur ein Anwalt ernannt werden darf, der nicht Mitarbeiter einer Behörde ist. Fitzgerald war zum Zeitpunkt seiner Ernennung bereits Bundesanwalt.

### Einsetzung eines Sonderermittlers
Die Entscheidung zur Einsetzung eines Sonderermittlers liegt in der Kompetenz des Attorney General (oder amtierenden Attorney General) oder, historisch, des Präsidenten. Nach dem 1999 außer Kraft getretenen Gesetz konnte der Kongress förmlich den Attorney General ersuchen, einen Sonderermittler zu ernennen; jedoch verlangte das Gesetz nur eine schriftliche Mitteilung der begründeten Entscheidung des Attorney General. Auch die Bestimmung über die Auswahl der Person des Sonderermittlers durch ein dreiköpfiges Richtergremium des Court of Appeals ist nicht mehr in Kraft. Die Entscheidung über den zu Ernennenden liegt allein beim Attorney General.
Die aktuellen Bestimmungen zum Sonderermittler legen fest:

“The Attorney General, or in cases in which the Attorney General is recused, the Acting Attorney General, will appoint a Special Counsel when he or she determines that criminal investigation of a person or matter is warranted and—
(a) That investigation or prosecution of that person or matter by a United States Attorney's Office or litigating Division of the Department of Justice would present a conflict of interest for the Department or other extraordinary circumstances; and
(b) That under the circumstances, it would be in the public interest to appoint an outside Special Counsel to assume responsibility for the matter.”

„Der Attorney General oder, wenn der Attorney General befangen ist, der amtierende Attorney General, werden einen Sonderermittler ernennen, wenn er oder sie feststellt, dass eine strafrechtliche Untersuchung einer Person oder Angelegenheit berechtigt ist und
(a) diese Untersuchung oder Verfolgung dieser Person oder Angelegenheit durch eine Bundesanwaltschaft oder Prozessabteilung des Department of Justice einen Interessenkonflikt für das Department oder andere außergewöhnliche Umstände darstellen; und
(b) dass es unter diesen Umständen im öffentlichen Interesse wäre, einen außenstehenden Sonderermittler zu berufen, um ihm die Verantwortung zu übertragen.“

Der Attorney General legt die Zuständigkeiten des Sonderermittlers fest:

“The jurisdiction of a Special Counsel shall be established by the Attorney General. The Special Counsel will be provided with a specific factual statement of the matter to be investigated. The jurisdiction of a Special Counsel shall also include the authority to investigate and prosecute federal crimes committed in the course of, and with intent to interfere with, the Special Counsel's investigation, such as perjury, obstruction of justice, destruction of evidence, and intimidation of witnesses; and to conduct appeals arising out of the matter being investigated and/or prosecuted.”

„Die Zuständigkeiten des Sonderermittlers sollen durch den Attorney General festgelegt werden. Der Sonderermittler wird mit einer spezifischen Sachverhaltserklärung der zu untersuchenden Angelegenheit versehen. Die Zuständigkeiten des Sonderermittlers sollen auch das Recht enthalten, Straftaten nach Bundesrecht zu untersuchen und zu verfolgen, die im Zusammenhang begangen wurden mit der Absicht, die Ermittlungen zu stören, wie Meineid, Behinderung der Justiz, Zerstörung von Beweismitteln und Einschüchterung von Zeugen und Rechtsmittel einzulegen, die sich aus der Angelegenheit ergeben, die untersucht und/oder verfolgt wird.“

Die Auswahl der zu ernennenden Person ist durch den Attorney General nach den folgenden Richtlinien zu treffen:

“An individual named as Special Counsel shall be a lawyer with a reputation for integrity and impartial decisionmaking, and with appropriate experience to ensure both that the investigation will be conducted ably, expeditiously and thoroughly, and that investigative and prosecutorial decisions will be supported by an informed understanding of the criminal law and Department of Justice policies. The Special Counsel shall be selected from outside the United States Government. Special Counsels shall agree that their responsibilities as Special Counsel shall take first precedence in their professional lives, and that it may be necessary to devote their full time to the investigation, depending on its complexity and the stage of the investigation.”

„Die als Sonderermittler zu ernennende Person soll ein Anwalt mit Reputation in Integrität und unparteiischer Entscheidungsfindung und mit geeigneten Erfahrungen sein, um sicherzustellen, dass die Untersuchung gut, zügig und gründlich durchgeführt wird und dass die Ermittlungs- und staatsanwaltschaftlichen Entscheidungen durch ein informiertes Verständnis des Strafrechts und der Richtlinien des Department of Justice unterstützt werden. Der Sonderermittler soll von außerhalb der Behörden der Vereinigten Staaten ausgewählt werden. Der Sonderermittler soll dem zustimmen, dass seine Aufgaben als Sonderermittler in seinem Berufsleben erste Priorität haben und dass es notwendig sein kann, dass er, je nach der Komplexität und dem Stadium der Untersuchung, seine volle Zeit den Ermittlungen widmet.“

### Beendigung der Tätigkeit eines Sonderermittlers
Im Allgemeinen entscheidet der Sonderermittler selbst, wann eine Untersuchung beendet wird, ob mit oder ohne formale Anklage. Der Sonderermittler legt üblicherweise einen Abschlussbericht über seine Ermittlungen vor. Die gegenwärtigen Bestimmungen präzisieren das:

“At the conclusion of the Special Counsel’s work, he or she shall provide the Attorney General with a confidential report explaining the prosecution or declination decisions reached by the Special Counsel.”

„Zum Abschluss der Tätigkeit des Sonderermittlers erstellt er oder sie dem Attorney General einen vertraulichen Bericht, der die Anklage- oder Rücknahmeentscheidungen des Sonderermittlers erläutert.“

#### Entlassung des Sonderermittlers
Drei Sonderermittler wurden entlassen, bevor sie ihre Ermittlungen abgeschlossen hatten. Präsident Grant entließ den Sonderermittler, der den Whiskey-Ring-Skandal untersuchte, auf Grund von Vorwürfen der Frechheit gegen den Präsidenten, ersetzte ihn aber wegen des folgenden öffentlichen Drucks durch einen anderen Sonderermittler. Präsident Trumans Attorney General entließ Newbold Morris als dieser von allen leitenden Angestellten das Ausfüllen eines umfangreichen Fragebogens forderte. Truman entließ später den Attorney General, die Ermittlungen wurden auf normalem Weg abgeschlossen. Präsident Nixon entließ den Sonderermittler Archibald Cox, nachdem Cox das Weiße Haus auf Herausgabe der Tonbänder verklagt hatte. Die Kontroverse über die Angemessenheit und Rechtmäßigkeit dieser Entlassung lösten eine Verfassungskrise aus, die Saturday Night Massacre genannt wird. Die Entlassung wurde im Verfahren Nader v. Bork für illegal erklärt, aber da bereits ein neuer Sonderermittler ernannt war, war der Fall bei seiner Entscheidung schon irrelevant und es gab gegen die Entscheidung des United States District Court keine Rechtsmittel.
Das Independent Counsel Law, ursprünglich erlassen als Ethics in Government Act, erlaubte eine Entlassung des Sonderermittlers nur unter bestimmten Umständen wie Fehlverhalten oder Arbeitsunfähigkeit. Das Gesetz ist nicht mehr in Kraft.
Die gegenwärtigen Regelungen zum Sonderermittler legen folgendes fest:

“The Special Counsel may be disciplined or removed from office only by the personal action of the Attorney General. The Attorney General may remove a Special Counsel for misconduct, dereliction of duty, incapacity, conflict of interest, or for other good cause, including violation of Departmental policies. The Attorney General shall inform the Special Counsel in writing of the specific reason for his or her removal.”

„Der Sonderermittler kann nur durch persönliche Handlung des Attorney General disziplinarisch bestraft oder aus dem Amt entfernt werden. Der Attorney General kann einen Sonderermittler wegen Fehlverhaltens, Pflichtverletzung, Arbeitsunfähigkeit, Interessenkonflikt oder aus sonstigen guten Gründen, einschließlich der Verletzung von Richtlinien des Departments, entlassen. Der Attorney General informiert den Sonderermittler schriftlich über den bestimmten Grund seiner oder ihrer Entlassung.“

Im Unterschied zum Independent Counsel Law wurden die aktuellen Bestimmungen zum Sonderermittler durch das Justice Department erlassen und haben keine zu Grunde liegende gesetzliche Grundlage. Deshalb ist ihre Rechtskraft gegenüber dem Attorney General unklar.

### Rolle von Legislative und Judikative
Die Entscheidung über die Einsetzung eines Sonderermittlers trifft die Exekutive, historisch der Präsident oder der Attorney General (oder amtierende Attorney General). Die einzige Ausnahme waren die Sonderermittler im Teapot-Dome-Skandal, deren Einsetzung durch eine Joint Resolution des Kongresses erfolgte.
Entsprechend dem Independent Counsel Law konnte eine Mehrheit des Judiciary Committee des Repräsentantenhauses oder des Senates förmlich den Attorney General ersuchen, zu einem speziellen Gegenstand einen Sonderermittler einzusetzen, aber die Entscheidung, ob oder ob nicht ein Sonderermittler ernannt wird, verblieb beim Attorney General und war nicht vor Gericht überprüfbar. Lehnte der Attorney General die Ernennung ab, konnte nur eine schriftliche Antwort unter Angabe der Gründe gefordert werden. War aber die Entscheidung getroffen, einen Sonderermittler einzusetzen, wurde die Auswahl über die Person des Ermittlers durch ein dreiköpfiges Richtergremium des US Court of Appeals ausgewählt.
Nach Auslaufen des Independent Counsel Law haben, wie dies auch schon bis 1978 der Fall war, weder der Kongress noch Gerichte eine offizielle Rolle bei der Ernennung eines Sonderermittlers. Der Kongress kann aber seine Befugnisse nutzen und Druck dahingehend ausüben, dass eine Ernennung eines Sonderermittler erfolgt. Das war beispielsweise bei der Einsetzung des Watergate-Sonderermittlers Archibald Cox der Fall. Senatoren forderten als Bedingung für die Ernennung von Richardson zum Attorney General die Zusage ein, einen Sonderermittler zu Watergate einzusetzen. Außerdem hat der Kongress davon unabhängig die Befugnisse, Ermittlungen zum Präsidenten und zu seinen engen Vertrauten in Form von Kongress-Anhörungen als Teil seiner Rolle bei der Überwachung der Regierung durchzuführen.

### Verfassungsmäßigkeit
Die Ernennung eines Sonderermittlers wirft inhärente Fragen zur Gewaltenteilung im Rahmen der Verfassung der Vereinigten Staaten auf. Da der Sonderermittler Teil der Exekutive ist, wird argumentiert, dass er letztlich dem Präsidenten verantwortlich ist und deshalb durch ihn entlassen werden kann. Beispielsweise argumentierte Richard Nixon, dass er nicht durch die Klage eines seiner Untergebenen zu bestimmten Handlungen gezwungen werden könne.
Die Verfassungsmäßigkeit des Independent Counsel Law wurde in einer 7:1-Entscheidung des Obersten Gerichts im Fall Morrison v. Olson bestätigt.

## Ernennungen auf Bundesstaatsebene in den Vereinigten Staaten
In den Bundesstaaten werden Sonderermittler häufiger ernannt als auf Bundesebene, in den meisten Fällen dann, wenn ein Interessenkonflikt besteht oder um den Anschein eines solchen zu vermeiden. In den Bundesstaaten werden die Sonderermittler durch Richter, Regierungsbeamte, Organisationen, Gesellschaften oder Zusammenschlüssen von Bürgern ernannt, um Rechtsverletzungen zu verfolgen, die von einem oder mehreren Regierungsbeamten begangen wurden und betreiben Klagen wegen Handlungen, die auf der Grundlage des Rechts der Bundesstaaten stattfinden.  Anders als vor Bundesgerichten, wo der Begriff special counsel (Sonderberater) und independent counsel (unabhängiger Berater) einheitlich definiert sind, variieren die Bedeutungen vor Gerichten der Bundesstaaten, special prosecutor (Sonderankläger) bezieht sich aber auf die Ernennung eines Staatsanwalts zur Verfolgung eines oder mehrerer Regierungsbeamter wegen rechtswidrigen Verhaltens.